# Кубок Гібралтару з футболу
Ку́бок Скелі (англ. Rock Cup) — другий за значимістю після чемпіонату футбольний турнір в Гібралтарі, у якому визначається володар національного кубка. Проходить за системою плей-оф. Заснований у 1895 році.

## Сезони
- 1895 «Гібралтар»
- 1896—1934 невідомо
- 1936 HMS Hood
- 1937 «Британнія XI»
- 1938 «Британнія XI»
- 1939 2-й батальйон королівського полку
- 1940 «Британнія XI»
- 1941 не проводився
- 1942 A.A.R.A.
- 1943 RAF New Camp
- 1944 4-й батальйон королівського шотландського полку
- 1946 «Юероп»
- 1947 «Гібралтар Юнайтед»
- 1948 «Британнія XI»
- 1949 «Принц Уельський»
- 1950 «Юероп»
- 1951 «Юероп»
- 1952 «Юероп»
- 1953—73 невідомо
- 1974 «Манчестер 62»
- 1975 «Ґласіс Юнайтед»
- 1976 2-й батальйон королівських зелених жакетів
- 1977 «Манчестер 62»
- 1977—1978 невідомо
- 1979 «Сент-Джозефс»
- 1980 «Манчестер 62»
- 1981 «Ґласіс Юнайтед»
- 1982 «Ґласіс Юнайтед»
- 1983 «Сент-Джозефс»
- 1984 «Сент-Джозефс»
- 1985 «Сент-Джозефс»
- 1986 «Лінкольн Ред Імпс»
- 1987 «Сент-Джозефс»
- 1988 РАФ Гібралтар
- 1989 «Лінкольн Ред Імпс»
- 1990 «Лінкольн Ред Імпс»
- 1991 невідомо
- 1992 «Сент-Джозефс»
- 1993 «Лінкольн Ред Імпс»
- 1994 «Лінкольн Ред Імпс»
- 1995 «Сент-Терезас»
- 1996 «Сент-Джозефс»
- 1997 «Ґласіс Юнайтед»
- 1998 «Ґласіс Юнайтед»
- 1999 невідомо
- 2000 «Гібралтар Юнайтед»
- 2001 «Гібралтар Юнайтед»
- 2002 «Лінкольн Ред Імпс»
- 2003 «Манчестер 62»
- 2004 «Ньюкасл Юнайтед»
- 2005 «Ньюкасл Юнайтед»
- 2006 «Ньюкасл Юнайтед»
- 2007 «Ньюкасл Юнайтед»
- 2008 «Лінкольн Ред Імпс»
- 2009 «Лінкольн Ред Імпс»
- 2010 «Лінкольн Ред Імпс»
- 2011 «Лінкольн Ред Імпс»
- 2012 «Сент-Джозефс»
- 2013 «Сент-Джозефс»
- 2014 «Лінкольн Ред Імпс»
- 2015 «Лінкольн Ред Імпс»
- 2016 «Лінкольн Ред Імпс»
- 2017 «Юероп»
- 2017—2018 «Юероп»
- 2019 «Юероп»
- 2020 не був закінчений
- 2021 «Лінкольн Ред Імпс»
- 2022 «Лінкольн Ред Імпс»
- 2023 «Бруно Мегпіс»
- 2024 «Лінкольн Ред Імпс»
- 2025 «Бруно Мегпіс»

## Переможці
| Клуб                                            | Перемоги | Переможні роки |
| ----------------------------------------------- | -------- | --- |
| «Лінкольн Ред Імпс»                             | 20       | 1986, 1989, 1990, 1993, 1994, 2002, 2004, 2005, 2006, 2007, 2008, 2009, 2010, 2011, 2014, 2015, 2016, 2021, 2022, 2024 |
| «Сент-Джозефс»                                  | 9        | 1979, 1983, 1984, 1985, 1987, 1992, 1996, 2012, 2013                                                                   |
| «Юероп»                                         | 8        | 1938, 1946, 1950, 1951, 1952, 2017, 2018, 2019                                                                         |
| «Ґласіс Юнайтед»                                | 5        | 1975, 1981, 1982, 1997, 1998                                                                                           |
| «Манчестер 62»                                  | 4        | 1974, 1977, 1980, 2003                                                                                                 |
| «Британнія»                                     | 3        | 1937, 1940, 1948 |
| «Гібралтар Юнайтед»                             | 3        | 1947, 2000, 2001 |
| «Бруно Мегпіс»                                  | 2        | 2023, 2025 |
| «Гібралтар»                                     | 1        | 1895 |
| HMS Hood                                        | 1        | 1936 |
| 2-й батальйон королівського полку               | 1        | 1939 |
| A.A.R.A.                                        | 1        | 1942 |
| RAF New Camp                                    | 1        | 1943 |
| 4-й батальйон королівського шотландського полку | 1        | 1944 |
| «Принц Уельський»                               | 1        | 1949 |
| 2-й батальйон королівських зелених жакетів      | 1        | 1976 |
| РАФ Гібралтар                                   | 1        | 1988 |
| «Лінкольн Ред Імпс» резерв                      | 1        | 1989 |
| «Сент-Терезас»                                  | 1        | 1995 |